# Bella y Sensual
«Bella y Sensual» es una canción del cantante estadounidense Romeo Santos con los cantantes, el puertorriqueño Daddy Yankee y el estadounidense Nicky Jam. La canción fue escrita por Santos, Nick Caminero y Ramón Rodríguez, con producción manejada por Santos y Saga WhiteBlack. Fue lanzado el 27 de octubre de 2017, a través de Sony Music Latin, como el tercer sencillo lanzado del tercer álbum de estudio de Santos,  Golden.

## Vídeo musical
El vídeo musical fue filmado en Nueva York (donde se rodó previamente el video musical de "Eres Mía") entre el 23 y 24 de octubre y lanzado el 24 de noviembre de 2017. Presenta a la modelo dominicana Yovanna Ventura y las bailarinas dominicanas Dahiana Elizabeth y Cristal Sicard como las protagonistas principales.

## Antecedentes
Según Santos, quería grabar una canción de reguetón como la última vez que lo tuvo, fue "Noche de Sexo" en 2005 con Wisin y Yandel.

## Recepción
La editora de Billboard Leila Cobo notó que la canción «se acerca a la corriente principal Trap latino sin traicionar la voz de Santos».